# Центральная научная сельскохозяйственная библиотека
Центральная научная сельскохозяйственная библиотека (ЦНСХБ) — одна из крупнейших библиотек подобного профиля в мире. Она является научно-методическим центром 
сельскохозяйственных библиотек России и депозитарием FAO.

## История
Открыта в 1930 году. Создание библиотеки было необходимым шагом для развития сельскохозяйственных наук в СССР, и в первую очередь обеспечения необходимой информацией научных кадров ВАСХНИЛ.
В 1971 году библиотека переехала в новое здание.
В начале 2000-х реализован проект "Сельскохозяйственная электронная библиотека знаний" (СЭБиЗ) с помощью гранта (№ 00-07-90208) РФФИ. Наличие договорённостей с авторами оказавшихся в открытом доступе публикаций не раскрывалось.

## Фонды
В составе фондов имеется литература по сельскому и лесному хозяйству, пищевой промышленности, продовольственным ресурсам, охране окружающей среды и 
смежным отраслям на русском и иностранных языках. Есть также издания, имеющие большую историческую ценность. Представлены все современные носители информации. 
6 декабря 2007 года ЦНСХБ получила статус библиотеки-депозитария ФАО. Библиотека-депозитарий ФАО получает по одной копии издаваемых ФАО документов и гарантирует их постоянное хранение.  
25 января 2007 года ЦНСХБ получила от ФАО полномочия осуществлять функции "Country hub" (ранее "National AGRIS Center", "национальный центр AGRIS") для БД AGRIS ("АГРОС"). В 2015-2017 годах к БД зафиксировано 639 000 запросов, из которых 84,8% были через интернет.  

## Награды
- Благодарность Министра культуры и массовых коммуникаций Российской Федерации (24 января 2006 года) — за подготовку и организацию выставки «240 лет Вольному экономическому обществу России»[10].